# Distrikt Ticrapo
Der Distrikt Ticrapo liegt in der Provinz Castrovirreyna in der Region Huancavelica im Südwesten von Zentral-Peru. Der Distrikt wurde am 6. September 1920 gegründet. Er besitzt eine Fläche von 183 km². Beim Zensus 2017 wurden 1560 Einwohner gezählt. Im Jahr 1993 lag die Einwohnerzahl bei 2080, im Jahr 2007 bei 1795. Sitz der Distriktverwaltung ist die 2150 m hoch gelegene Ortschaft Ticrapo mit 983 Einwohnern. Ticrapo liegt 16 km südwestlich der Provinzhauptstadt Castrovirreyna.
Ticrapo ist der Geburtsort von Lina Medina.

## Geographische Lage
Der Distrikt Ticrapo liegt in der peruanischen Westkordillere im äußersten Süden der Provinz Castrovirreyna. Die Flüsse Río Chiris und Río Pisco begrenzen den Distrikt im Westen. Der Río Pacococha durchquert den Osten des Distrikts und vereinigt sich an der westlichen Distriktgrenze mit dem Río Chiris zum Río Pisco.
Der Distrikt Ticrapo grenzt im Süden an die Distrikte San Antonio de Cusicancha und Quito-Arma (beide in der Provinz Huaytará), im Südwesten an den Distrikt Huancano (Provinz Pisco), im Nordwesten an den Distrikt Mollepampa, im Norden an den Distrikt Cocas sowie im Osten an den Distrikt Castrovirreyna.

## Ortschaften
Im Distrikt gibt es neben dem Hauptort folgende größere Ortschaften:
- Llactas